# Edgar Morin
Edgar Morin, född 8 juli 1921 i Paris, är en fransk filosof, sociolog och författare. Han har bland annat forskat om komplexitet, visuell antropologi, ekologi och systembiologi.

## Biografi
Edgar Morin föddes i Paris år 1921. När Tyskland invaderade Frankrike år 1940, bistod Morin flyktingar och gick med i motståndsrörelsen. År 1941 blev han medlem i Franska kommunistpartiet, men han uteslöts tio år senare efter att ha publicerat en kritisk artikel i L'Observateur politique, économique et littéraire.
År 1956 grundade Morin tidskriften Arguments tillsammans med Roland Barthes, Jean Duvignaud och Colette Audry. Tidskriften, som upphörde år 1962, var marxistisk och "revisionistisk"; man tog tydligt avstånd från stalinismen och sökte formulera en metamarxism.
Morin utnämndes år 1968 till professor i filosofi vid Université Paris-Nanterre. Samma år inträffade studentrevolten och om denna skrev Morin en artikelserie i Le Monde.